# Under the Red Cloud
Under the Red Cloud je dvanajsti studijski album finske Heavy Metal skupine Amorphis, izdan leta 2015.

## Seznam pesmi
1. Under the Red Cloud - 5:33
2. The Four Wise Ones - 4:40
3. Bad Blood - 5:23
4. The Skull - 5:04
5. Death of a King - 5:14
6. Sacrifice - 3:56
7. Dark Path - 5:08
8. Enemy at the Gates - 5:07
9. Tree of Ages - 4:36
10. White Night - 5:15